# Chronique
Chronique ist eine deutsche Alternative-Rock-Band, die 2000 von Gitarrist Dirk Brinker und Sänger Thomas Kabisch (beide ex-Chord of Souls) in Bielefeld gegründet wurde.

## Geschichte
Im Jahr 2000 entschlossen sich die beiden Chord-of-Souls-Musiker Dirk Brinker und Thomas Kabisch, neben ihrer Hauptband ein Nebenprojekt zu gründen, um ihre eigenen Ideen konsequenter und kompromissloser umsetzen zu können. Das erste Album Graphics veröffentlichte Dirk Brinker im Jahr 2000 noch allein als reines Instrumental-Album. Mit A Gate to All Secrets folgte dann 2004 das erste Album, auf dem Thomas Kabisch als Leadsänger zu hören ist. Mit Lost Horizon (2008), Striving for Disorder (2013) und Prophecies & Memories (2017) folgten weitere Alben, die weitestgehend im eigenen Studio des Duos produziert wurden.
2020 stieg Thomas Kabisch aus dem Projekt aus und Jens Wanner übernahm den Gesangspart. Jens ergänzte die bisher ausschließlich von Dirk Brinker komponierten Songs durch eigene Kompositionen, was den Stil der Band deutlich erweiterte. Die Musik wurde gradliniger und tendenziell härter, während der wavige Einfluss etwas zurückging. In der Besetzung Dirk Brinker und Jens Wanner entstand 2021 das Album Black Letters, White Ink, das im selben Jahr beim Deutschen Rock & Pop-Preis in der Kategorie Bestes Alternative-Rock-Album ausgezeichnet wurde. Die auf dem Album enthaltene Single Failure bekam eine Auszeichnung in der Kategorie Bester Alternative-Rock-Song. Chronique bekam darüber hinaus eine Auszeichnung in der Kategorie Beste Alternative-Band. Im Jahr 2023 folgte das Album The City.

## Stil
Die Musik der Band bewegt sich in einem weiten Bereich zwischen Alternative/Indie-Rock und Wave-Gothic-Einflüssen bis hin zu progressiven und komplexeren Kompositionen. Hauptsächlich im Genre Rock angesiedelt, enthielten die Songs von Chronique immer auch elektronische Sounds. Auch der Einsatz vielfältiger Effekte charakterisiert den Sound der Band.

## Diskografie

### Studioalben
- 2000: Graphics
- 2004: A Gate to All Secrets
- 2008: Lost Horizon
- 2013: Striving for Disorder
- 2017: Prophecies & Memories
- 2021: Black Letters, White Ink[2]
- 2023: The City[3]

### Singles
- 2004: A Gate to All Secrets
- 2005: Victims
- 2007: Lay Down
- 2008: Kalt
- 2008: Time Machine
- 2011: Time Is Slipping Away
- 2012: No Broken Frame
- 2014: Cold Sun[4]
- 2014: South Africa
- 2016: Blue Rivers
- 2017: Amber
- 2020: Failure
- 2020: Celebrity
- 2021: Gone
- 2021: Nothing Else to Do
- 2022: There’s Too Much of Me
- 2022: A Perfect Storm
- 2023: Nothing Feels Right
- 2025: World Outside Insanity